# کوتی اینکورپوریتد
کوتی اینکورپوریتد (انگلیسی: Coty, Inc.) شرکت لوازم آرایشی و بهداشتی آمریکایی است، که در زمینه تولید و توزیع لوازم آرایشی، محصولات مراقبت‌های شخصی و زیبایی، عطر، ترکیبات معطر و محصولات مراقبت از پوست فعالیت می‌نماید.
شرکت کوتی در سال ۱۹۰۴ توسط فرانسوا کوتی در شهر پاریس تأسیس شد و در حال حاضر مالک بخش تولید عطر برندهایی چون کلوین کلاین، آدیداس، مارک جیکوبز و پلی‌بوی می‌باشد. دفتر مرکزی این شرکت در شهر نیویورک، ایالات متحده آمریکا قرار دارد و بخشی از سهام آن در بازار بورس نیویورک معامله می‌شود.